# ターボジェットエンジン

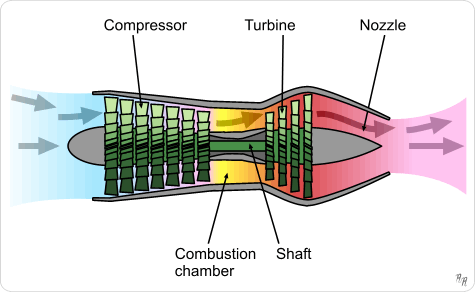
（軸流式）ターボジェットエンジンの構造

ターボジェットエンジン（Turbojet engine）はジェットエンジンの一種。ターボファンエンジンやターボプロップエンジンに対し、レトロニムとしてピュアジェットエンジンとも言われる。

## 概要
最も基本的なジェットエンジンの形式であり、吸入空気をコンプレッサーで圧縮し、燃焼室に導き燃料と混合して点火、その爆発によって生じた排気流をそのまま推進力として用い、その推進力の一部をコンプレッサーの駆動へと還元する。最初期に開発されたジェットエンジンのひとつで、その後も発展していった。
最初期に開発されたジェットエンジンの形式はほかにパルスジェットやモータージェットがあるが、パルスジェットはコンプレッサーを用いない自然圧縮のため出力が低く、モータージェットはコンプレッサーを外部動力で駆動するため効率が悪く、発展しなかった。
しかしながらターボジェットは、排気流の速度が音速を超え高過ぎ、推進効率が低いという欠点があった。ジェットエンジンの排気流は、機体速度よりも若干速い程度においてもっとも効率が高いため、機体速度が音速より明らかに低い場合はターボジェットの効率は非常に悪くなる。そのため亜音速機においてはターボファンエンジンやターボプロップエンジンが主流となり、その後は超音速機もターボファンエンジンが主流となった。

## 歴史
イギリスの将校だったフランク・ホイットルが1929年に遠心式圧縮機を備えたジェットエンジンの基本的な特許を出願した。
1930年代から開発が進められ、1937年3月にハンス・フォン・オハイン達によって試作エンジンハインケル HeS 1が試運転され、同年4月ホイットル達はWUの試運転に成功、1939年にはハインケル HeS 3エンジンがHe178に搭載がなされている。ターボファンエンジンが開発されていない1950年代までは、旅客機、戦闘機などに広く用いられた。1940年代から1960年代にかけて一時期遠心式圧縮機が主流だった時期があったが、徐々に高推力化に適した軸流式圧縮機を備えた機種が主流になった。
1950年代よりターボプロップエンジンが開発されるが、低速機はターボプロップ、高速機はターボジェットという棲み分けがなされた。
1960年代にターボファンエンジンが開発されると、亜音速機より順次ターボファンへと移行していった。しかしながら超音速飛行も含む高速時にはターボファンよりターボジェットが向いていることもあり、超音速機においては70年代までターボジェットとターボファンが並行して使用された。例えば超音速旅客機のコンコルドにはターボジェットエンジン（アフターバーナー付のロールス・ロイス オリンパスエンジン）が採用された。ソ連ではターボプロップエンジンの成功と新技術開発の遅れにより、ターボファンエンジンの実用化が1970年代以降までずれ込み、純粋なターボジェットエンジンの使用期間が西側よりも長かった。また、燃料消費効率の向上の取り組みは第一次オイルショックのころから進められ、ターボファンエンジンとターボプロップエンジンの中間的な性質を持つプロップファンやギヤードターボファンエンジンも開発され、とくに後者は現在では広く実用化されている。このため、多くの航空機の巡航速度である亜音速～遷音速域の燃料消費効率が低く騒音も大きい純ターボジェットは、軍用と民間用とを問わずターボファンなどに主力の座を明け渡しており、一部の用途を除いて現在では使用は限定的である。
2000年代からマッハ5クラスの超音速旅客機に搭載するためのエンジンとして、液体水素を燃料とするターボジェットに高温となった空気を燃料の液体水素で冷却する機構を追加した『予冷ターボジェットエンジン』の研究が行われている。

## 主なターボジェットエンジン
ドイツ国
- ユンカース ユモ 004

 大日本帝国 →  日本国
- ネ20
- J3

 アメリカ合衆国
- ゼネラル・エレクトリック J31
- ゼネラル・エレクトリック J79
- ゼネラル・エレクトリック J85
- プラット・アンド・ホイットニー JT3C
- プラット・アンド・ホイットニー J58

 イギリス
- ロールス・ロイス ニーン
- ロールス・ロイス オリンパス

 ソビエト連邦
- クリーモフ VK-1
- ミクーリン AM-3
- ツマンスキー R-15